# Сперцян Едуард Мрктичович
Едуард Мкртичович Сперцян (вірм. Էդուարդ Մկրտիչի Սպերցյան, нар. 7 червня 2000, Ставрополь, Росія) — вірменський футболіст, півзахисник російського клубу «Краснодар» та національної збірної Вірменії.

## Клубна кар'єра
Едуард Сперцян народився у російському місті Ставрополь і є вихованцем клубу «Краснодар», де почав займатися футболом з десятирічного віку. Футболіст пройшов всі рівні клубної ієрархії. Грав у турнірі ПФЛ у складі «Краснодар-3». У жовтні 2018 року у складі «Краснодар-2» Сперцян дебютував у турнірі ФНЛ.
У сезоні 2020/21 футболіст був заявлений у першій команді на матчі РПЛ і свою дебютну гру провів у вересні 2020 року. Також восени 2020 року Сперцян брав участь у груповому раунді Ліги чемпіонів.

## Збірна
У лютому 2021 року Едуард Сперцян дав згоду на виступи у складі національної збірної Вірменії. 31 березня у матчі відбору до чемпіонату світу 2022 проти команди Румунії Сперцян дебютував у національній збірній Вірменії. В першому ж матчі Сперцян відзначився забитим голом.

## Титули
Краснодар
 Чемпіон Росії: 2024/25